# ディーボン・ダッドリー
ディーボン・ダッドリー（D-Von Dudley、1972年8月1日 - ）は、アメリカ合衆国のプロレスラー。ニューヨーク州ブルックリン出身のアフリカ系アメリカ人。
TNAではブラザー・ディーボン（Brother Devon）、またはディーボン（Devon）のリングネームで活動。本名はディーボン・ヒューズ（Devon Hughes）。

## 来歴
1991年、ジョニー・ロッズの指導のもとプロレスデビュー。デビュー時のリングネームはAトレインであった。
1996年にECWへ加入。ジョニー・ロッズのジムの兄弟子でもあるババ・レイ・ダッドリーが主宰するレスリングスクールでトレーニングを受け、同年4月13日にギミック上の異母兄弟チーム、ダッドリー・ボーイズの8男、ディーボン・ダッドリーとして登場した。『兄』であり師でもある5男のババ・レイと共に行動するようになり、チーム3Dを結成した。ハードコアマッチ、特にテーブルマッチを得意とし、ババ・レイ共々テーブル破壊が代名詞となっていった。
1999年に『兄』のババ・レイと共にWWF（現：WWE）へ移籍。当初はヒールであったが、人気の高まりと共にベビーフェイスとなっていった。2001年のWCW/ECW連合軍（アライアンス）結成時は、元ECWということもありアライアンスに参加した。
2002年のWWFのテレビ番組分割時は、ババレイはRAW、ディーボンはスマックダウンへと別れることとなった。兄弟が別れると共に、ディーボンはハードコアマッチを得意とするキャラから宣教師へとギミックチェンジを実施し、用心棒役のバティスタと共に行動した。しかしながらこのギミックは長期間続かずに終了し（バティスタを強力に売り出すためにストーリーが終了したとされる）、またディーボンもギミックを戻してRAWに移籍してタッグは再結成されている。WWE時代に兄弟が別れていたのはこの期間のみである。
2005年7月5日にWWEから解雇された。この際、ダッドリー関連の名称は登録商標の関係で一切使えなくなり、以降現在のリングネームであるブラザー・ディーボン、またはディーボンとして活動することとなった。
WWE解雇後はTNAに所属。また全日本プロレスにも参戦して世界最強タッグ決定リーグ戦で優勝している。2006年にはハッスルへ参戦するなど、日本での登場機会が増えた。
2009年1月4日、レッスルキングダムIII IN 東京ドームでブラザー・レイとともに真壁刀義&矢野通からIWGPタッグ王座を奪取。2月15日、New Japan ISM両国国技館大会で真壁&矢野の挑戦を受けハードコアマッチを制し初防衛に成功した。
同年3月にはTNAオーランド大会でビアマネー・インクからTNA世界タッグ王座を奪取した。
2012年3月18日にロビー・EからTNA TV王座を獲得した。
2012年9月よりエイシズ・アンド・エイツというヒールユニットを結成した。
2015年8月、ババ・レイと共にダッドリー・ボーイズとして復帰。しかし2016年8月22日、RAWにてスピーチを行い退団を発表した。
10月、二人でHOG（House of Glory）に参戦するも、12月に引退を表明、ババとのチームも解散した。
現在はWWEのエージェントとして活動している。

## その他
- ECWに登場してから暫くの間はババが自閉症という設定であったためよく喋っていたが、何時の間にかババがトークの殆どを行うようになり現在はリング上ではほとんど喋らない（稀に喋る場合もあるが、そのときもババが一通り喋り終えた後に一言発する程度）。

## 得意技
ハイアングル・スパイン・バスター 
高速パワースラム
セービング・グレイス
垂直落下式リバースDDTと同型。
ディーボン・ネックブリーカー
コーナーに後ろ向きに座らせた相手の首を片手で捉えて、引き落とすように跳躍しながら仕掛ける。雪崩式リバース・ダイヤモンド・カッターのような技。
リバース3D
ババ・レイがバックドロップの体勢で持ち上げた相手の首を背中合わせで捉えて仕掛けるネックブリーカー。
ダイビングヘッドバット
ババ・レイが寝かせた相手を開脚させ、ディーボンが"What's Up?"の掛け声とともに股間めがけてヘッドバットを行う合体技。
テーブルの用意
ババ・レイの要請に応じてリング下からテーブルを用意する。
WWE時代にもよく見られたダッドリーズを代表する一コマ。
ローリング・エルボー
走り込んで相手に背を向けてジャンプし、胸板にバックエルボーを打ち込んだ後、前受身を取るように回転して着地する。

## タイトル歴
ECW
- ECW世界タッグ王座 : 8回

w / ババ・レイ・ダッドリー
WWF/WWE
- WCWタッグ王座 : 1回

w / ババ・レイ・ダッドリー
- WWE世界タッグ王座 : 8回

w / ババ・レイ・ダッドリー
- WWEタッグ王座 : 1回

w / ババ・レイ・ダッドリー
- WWE殿堂（2018年度：ダッドリーボーイズとして）

TNA
- NWA世界タッグ王座 : 1回

w / ブラザー・レイ
- TNA世界タッグ王座 : 2回

w / ブラザー・レイ
- TNA TV王座 : 2回
- TNA殿堂（2014年度：チーム3Dとして）

ハッスル
- ハッスル・スーパータッグ王座 : 1回

w / ブラザー・レイ
全日本プロレス
- 世界最強タッグ決定リーグ戦 : 2005年大会優勝

w / ブラザー・レイ
新日本プロレス
- IWGPタッグ王座 : 2回

w / ブラザー・レイ
NEW
- NEWユナイテッドステイツ王座 : 1回

NSWA
- NSWAユナイテッドステイツ・ヘビー級王座 : 1回

SCW
- 2CWタッグ王座 : 1回

w / ブリ―・レイ
PACW
- PACWヘビー級王座 : 1回

WWO
- WWOインターナショナル王座 : 1回